# ニセイシガメ属
ニセイシガメ属（ニセイシガメぞく、Sacalia）は、カメ目イシガメ科に属する属。模式種はジャノメイシガメ。

## 分布
中華人民共和国南部、ベトナム北部、ラオス東部

## 形態
最大種はジャノメイシガメで最大甲長16cm。最小種はヨツメイシガメで最大甲長14.5cm。背甲は扁平で、上から見ると俵型。項甲板は小型から中型で細長い。椎甲板の数は5枚。また椎甲板にはあまり発達しない筋状の盛りあがり（キール）があるが、老齢個体では消失する。後部縁甲板は鋸状に尖らない。背甲と腹甲の継ぎ目（橋）はやや長い。腹甲は大型でやや細長い。喉甲板は突出せず、左右の喉甲板の間に切れこみが入らない。左右の肛甲板の間に浅い切れこみが入る。
頭部は中型かやや大型。吻端は突出せず、上顎の先端は凹まないかわずかに凹む。後頭部は細かい鱗で覆われない。頭部背面に左右に2つずつ眼状斑が入る。
オスは腹甲の中央部が凹む。また尾が太くて長く、尾をまっすぐに伸ばした状態では総排出口全体が背甲の外側にある。メスは腹甲の中央部が凹まないかわずかに突出する。また尾が細くて短く、尾をまっすぐに伸ばしても総排泄口の大部分が背甲よりも内側にある。

## 分類
分子系統学的解析ではオオヤマガメ属やシロアゴヤマガメ属、マルガメ属、ムツイタガメ属に近縁と考えられている。
ヨツメイシガメとミスジハコガメの雑種が誤って本属の新種ナガレメイシガメとして記載されたこともある。（現在ナガレメイシガメの学名は抹消されている。）
- Sacalia bealei　ジャノメイシガメ　Beal's eyed turtle
- Sacalia quadriocellata　ヨツメイシガメ　Four-eyed turtle

## 生態
渓流や湿原の周辺などに生息する。半水棲。
食性は雑食と考えられている。

## 人間との関係
生息地や中華人民共和国では食用とされることもある。
開発による生息地の破壊、食用の乱獲などにより生息数は減少している種もいる。2005年に2種とも中華人民共和国の個体群はワシントン条約附属書III類に掲載されている。
ペットとして飼育されることもあり、日本にも輸入されている。以前は流通量が多かったが、ワシントン条約に掲載された事などにより流通量は激減した。主に野生個体が流通する。輸送状態が悪く、内部寄生虫により状態を崩していたり腹甲に潰瘍ができている個体が多く飼育の難しい種とされていた。アクアテラリウムで飼育される。水質の悪化に弱く腹甲を傷つけやすいため、清涼な水質を維持しケージ内に腹甲を傷つける恐れのある突起物や入れないようにする。飼育下では人工飼料や乾燥飼料にも餌付く。